# 金汝彬
金汝彬（1964年6月—），男，回族，云南玉溪人。中华人民共和国伊斯兰教人物，无党派人士，第十三届全国人民代表大会宁夏地区代表。

## 生平
2018年2月24日，当选为第十三届全国人大代表。